# Nuraxinieddu
Nuraxinieddu (Nuraghinieddu o Nuraxinieddu in sardo, /ˌNurɑʒɩnɩˈɛdːu/) è una frazione del comune di Oristano di circa 730 abitanti. È situato nella parte settentrionale della pianura del Campidano, nella regione detta Campidano di Oristano, a soli 3,5 km dal centro di Oristano.

## Storia
Nuraxinieddu (o Nuraghinieddu), come appare nei documenti medievali, fu fondata insieme a “Masone de capras” (Cabras) nell'XI secolo come “domus” o “demestiga de rennu” da Donna Nibata, moglie del giudice di Arborea Orzocco I de Lacon-Zori, lo stesso giudice cui venne attribuita la traslazione, nel 1070, della capitale giudicale da Tharros a Oristano.
In quanto “domestiga de rennu”, costituì inizialmente un aggregato rurale di proprietà dei giudici o dei suoi familiari, acquisendo in seguito, forse nel XII secolo, la fisionomia giuridica di villa (in lingua sarda “bidda”), cioè di comunità dotata di un proprio territorio, con a capo un “maiore de villa” incaricato di amministrare la giustizia.
All'interno del giudicato di Arborea, Nuraxinieddu con altri diciannove villaggi, molti dei quali ormai scomparsi, faceva parte della curatoria del Campidano Maggiore, i cui confini erano segnati a Sud dalla sponda destra del fiume Tirso e a Nord dal Rio Mannu di Tramatza.
Nel XII secolo, come ricordato nel “Condaghe di S. Maria di Bonarcado” (Schede nn. 132, 162), la villa ospitò varie “Corone de logu”, cioè assemblee composte per lo più da curatori in cui il giudice, o un suo rappresentante, amministrava la giustizia.
Significative testimonianze dell'abitato medievale sono state localizzate di recente lungo la Strada Statale 292 (ex Carlo felice), nell'area oggi occupata da un gruppo di case a schiera. Durante lo scavo degli scantinati sono emersi, infatti, resti di strutture abitative associati a frammenti ceramici databili a partire dal secolo XII. Non è ancora noto, invece, dove si trovasse esattamente il Nuracinigellu, vale a dire il nuraghe dalle pietre nere di basalto da cui trae origine il nome del paese. L'ipotesi al momento più attendibile è che il nuraghe sorgesse dietro il cimitero, nella località di “Su Cungiau ‘e Funtà”. In questo terreno, situato all'immediata periferia settentrionale del paese, sono infatti affiorati, in diverse locazioni, blocchi di basalto riferibili a una torre nuragica in associazione a importanti reperti dello stesso periodo.
Con la fine del giudicato di Arborea, nel 1410, Nuraxinieddu fu compreso nel Marchesato di Oristano, a sua volta incorporato, nel 1479, tra i beni della Corona di Spagna, dopo la sconfitta di Leonardo Alagon avvenuta nel 1478.
Gli oltre due secoli di dominazione spagnola non modificarono sostanzialmente i ritmi e il sistema di vita della comunità, che nel 1589 risultava composta da 65 famiglie. La villa era rappresentata da un sindaco (sindico), coadiuvato da probiuomini.
Il Seicento fu per Nuraxinieddu un secolo di crisi e di sofferenze. Nel 1637, con Oristano e altri paesi del circondario, il paese fu devastato da un'incursione di soldati francesi sbarcati sul litorale della marina di Torregrande, e la popolazione si ridusse a undici nuclei familiari. Nel 1655 la popolazione fu decimata dalla peste e nel 1681, a causa di una terribile carestia, rimasero a Nuraxinieddu solo sette famiglie.
Seppure lentamente, il piccolo centro ricominciò a ripopolarsi nel Settecento; nel 1728, a pochi anni dall'inizio della dominazione piemontese, si contavano già 54 famiglie e 193 abitanti.
La seconda metà del XVIII secolo fu contrassegnata da importanti novità. La villa, che prima faceva parte del patrimonio reale, nel 1767 fu infeudata dal re di Sardegna, Carlo Emanuele III, a Damiano Nurra, ricco possidente di Oristano, col titolo di marchese d'Arcais, unitamente alle altre ville dei tre campidani (maggiore, Minore e di Milis). Ugualmente rilevante fu l'istituzione del Monte granatico, che permise ai contadini di chiedere in prestito il grano necessario per la semina, qualora ne fossero stati sprovvisti. “Su magasiu de Monti”, cioè il fabbricato che costituiva la sede del Monte granatico, si trovava al centro del paese.
Nella prima metà dell'Ottocento, come conseguenza dell'Editto delle chiudende del 1820 e soprattutto dell'abolizione del sistema feudale nel 1836, provvedimenti che segnarono nell'isola la fine dell'uso collettivo delle terre e il passaggio alla proprietà privata, fu inevitabile il costituirsi anche a Nuraxinieddu di vaste proprietà terriere in mano a poche famiglie. In seguito, con l'abolizione del Regnum Sardiniae nel 1848 e l'istituzione del catasto nel 1851, si crearono le premesse per l'organizzazione del territorio in comune autonomo. Sempre nel corso dell'Ottocento si registrò un notevole incremento demografico: dai 185 abitanti del 1804 si passò ai 306 del 1861.
Nel 1890 la popolazione poté finalmente approvvigionarsi di acqua potabile da una fontanella, tuttora in uso, alimentata dall'acquedotto di Oristano. In precedenza l'acqua veniva attinta dai pozzi.
All'inizio de Novecento la grande guerra del 1915-18 apportò gravi lutti anche alle famiglie di Nuraxinieddu: undici soldati che parteciparono al conflitto perirono durante i combattimenti. In loro memoria nel 1934 fu affissa una lapide sulla facciata del campanile, la cui costruzione era stata portata a termine nello stesso anno.
Nel 1927, con Regio decreto del 29 settembre, n. 1910, Nuraxinieddu fu aggregato al comune di Oristano, del quale ancora oggi continua ad essere una frazione.

## Monumenti e luoghi d'interesse

### Architetture religiose
La primitiva chiesa parrocchiale, citata in un documento del 1221, era intitolata a San Pantaleo; parti superstiti dell'edificio erano ancora visibili fino al secolo scorso sull'attuale Via Bologna. La chiesa probabilmente andò in rovina durante lo stesso periodo medievale e a perpetuarne la memoria fu eretto nel Seicento, all'uscita del paese, un cippo sovrastato da una croce, abbattuto nel 1989 nel corso di lavori stradali. Il cippo, ricostruito ex novo da artigiani del luogo, è stato riposizionato nello stesso sito e inaugurato in occasione dei festeggiamenti per San Giacomo del 2013. La nuova chiesa parrocchiale, con patrono San Giacomo apostolo, fu costruita probabilmente nel XVI secolo e demolita alla fine dell'Ottocento in quanto pericolante, per essere riedificata nel 1899 nella forma attuale.
Sempre di origine medievale era una chiesetta che sorgeva nella campagna circostante, all'inizio del sentiero che conduce a Zeddiani. La cappella, ormai completamente distrutta, era dedicata a Santa Margherita, come attesta un documento del 1341.
Nel Settecento furono restaurati il cimitero e l'annessa cappella di Santa Vittoria, situati a Sud del paese su una lieve collina denominata “Su cuccuru de Santa Vittoria”. Le origini dell'area cimiteriale non sono note, ma di essa si hanno testimonianze scritte già a partire dalla metà del Seicento. Il cimitero fu abbandonato nel 1934 e sostituito da quello attuale posto lungo la ex Carlo Felice. La cappella di Santa Vittoria esiste ancora oggi grazie ai lavori di restauro effettuati nel 2008.

### Aree verdi, piazze e luoghi di interesse culturale
Il paese è situato in una campagna particolarmente fertile e verde, data la prossimità del fiume Tirso;
Nella frazione di Nuraxinieddu, inoltre sono presenti tre luoghi di ritrovo della comunità: 
- I giardinetti pubblici, muniti di attrezzature ludiche, sono un luogo di ritrovo soprattutto per i ragazzi.
- "Pratz'e mesu 'idda", tradotto "piazza centrale al paese", è un punto di incontro specie per i più grandi; la piazza, recentemente, è stata rinnovata e intitolata a San Giacomo, patrono del paese.
- La biblioteca è situata nella via principale del paese e dipende dalla biblioteca comunale di Oristano.

## Cultura

### Eventi
- San Giacomo il Maggiore, Apostolo il 25 luglio.
- Santa Vittoria il 15 maggio.
- Sant'Antonio da Padova il 13 giugno.

## Infrastrutture e trasporti
Nuraxinieddu è collegato ad Oristano e alle altre frazioni attraverso il sistema di trasporto urbano e agli altri centri della provincia attraverso le autolinee ARST.
La più vicina stazione ferroviaria si trova a Oristano.
La strada statale SS 292 costeggia l'abitato e conclude il suo percorso confluendo nella SS 131.
La strada provinciale SP 60, si incrocia con la SS 292 in corrispondenza di uno degli ingressi del centro abitato, attraversa il paese e prosegue per Baratili San Pietro.
Nel paese sono presenti: l'ex Scuola elementare; la scuola materna (retta dalle suore del Sacro costato) e l'Istituto per l'agricoltura (istituto agrario) e l'istituto alberghiero.